# Martin Kippenberger
Martin Kippenberger (n. 25 februarie 1953, Dortmund, Germania de Vest – d. 7 martie 1997, Viena, Austria) a fost un pictor, sculptor, fotograf german.